# 左宗纶
左宗纶（1887年—1974年），男，湖北鄂城人，中国民主人士、学者，曾任中国政法大学副校长，国务院参事，中国政治法律学会理事。